# 주디스 보셀리

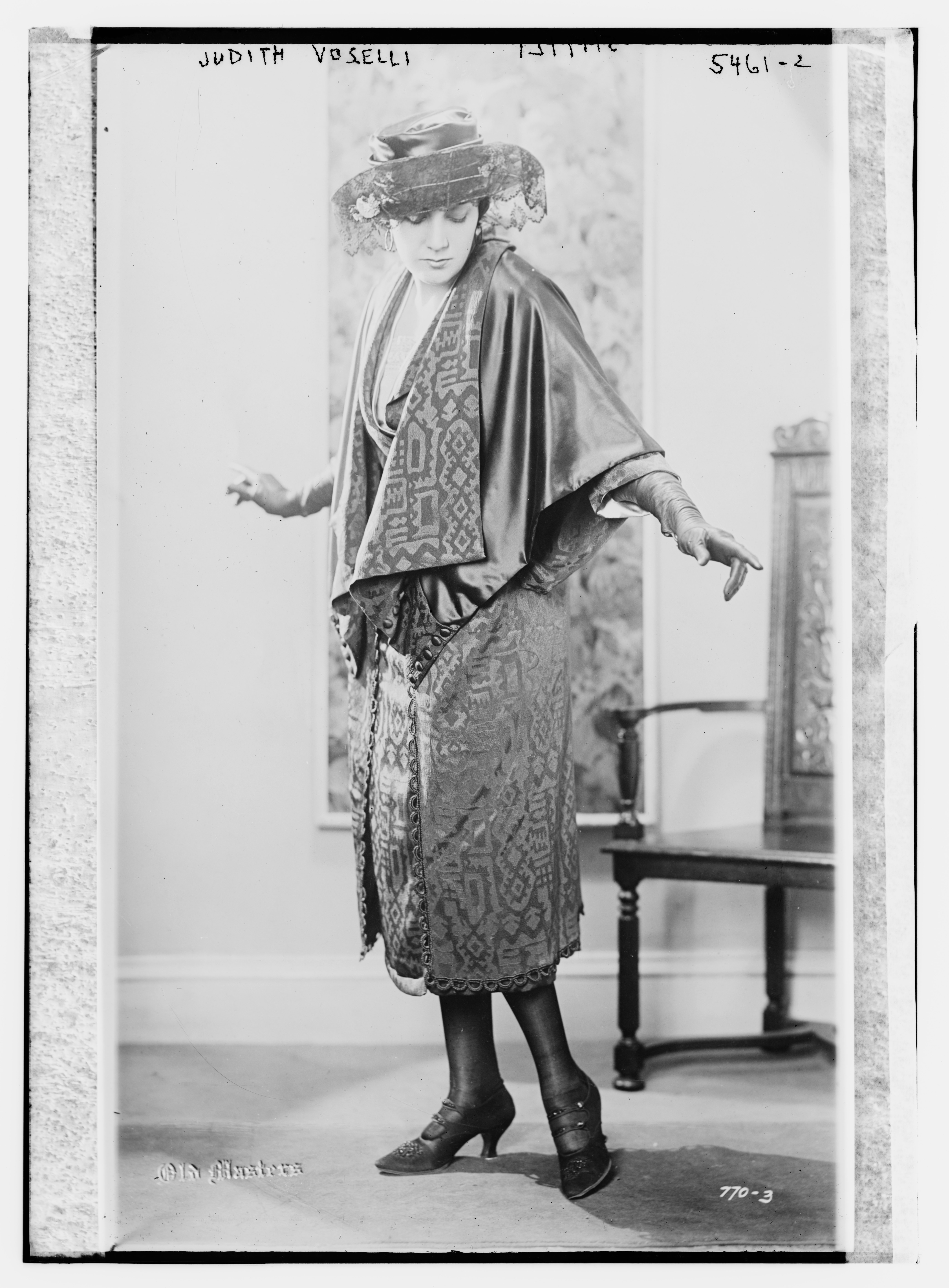

주디스 보셀리(Judith Vosselli, 1895년 6월 25일 ~ 1966년 9월 18일)는 미국의 배우, 영화배우이다.
바르셀로나에서 태어났다. 1920년부터 1921년까지 행해졌던 레이디스 나이트(Ladies' Night)라는 이름의 성공적인 연극으로 데뷔하였다.
뉴욕에서 사망하였다. 사인은 질병이다.

## 영화
- 더 빅 브로드캐스트 오브 1936 (1935년)
- 로버타 (1935년)
- 인스퍼레이션 (1931년)
- 키스 미 어게인 (1930년)
- 써니 (1930년)
- 어 레이디스 모랄스 (1930년)